# Basketbal op de Middellandse Zeespelen 1959
Basketbal is een van de sporten die beoefend werden tijdens de Middellandse Zeespelen 1959 in Beiroet, Libanon. Er was enkel een mannentoernooi.

## Uitslagen
| Event  | Goud        | Zilver | Brons                         |
| ------ | ----------- | ------ | ----------------------------- |
| Mannen | Joegoslavië | Spanje | Verenigde Arabische Republiek |

## Medaillespiegel
| Plaats | Land                          | Goud | Zilver | Brons | Totaal |
| 1      | Joegoslavië                   | 1    | 0      | 0     | 1      |
| 2      | Spanje                        | 0    | 1      | 0     | 1      |
| 3      | Verenigde Arabische Republiek | 0    | 0      | 1     | 1      |
| Totaal | Totaal                        | 1    | 1      | 1     | 3      |

1951 · 1955 · 1959 · 1963 · 1967 · 1971 · 1975 · 1979 · 1983 · 1987 · 1991 · 1993 · 1997 · 2001 · 2005 · 2009 · 2013 · 2018 · 2022
Atletiek · Basketbal · Boksen · Gewichtheffen · Gymnastiek · Paardensport · Schermen · Schietsport · Schoonspringen · Voetbal · Volleybal · Waterpolo · Wielersport · Worstelen · Zeilen · Zwemmen